# Braunsdorf (Auma-Weidatal)
Braunsdorf è una frazione del comune tedesco di Auma-Weidatal, in Turingia.

## Storia
Braunsdorf costituì un comune autonomo fino al 1º dicembre 2011.